# California College of the Arts
O California College of the Arts (CCA) é uma escola de arte particular em São Francisco, Califórnia. Foi fundado em Berkeley, Califórnia, em 1907, e transferido para uma propriedade histórica em Oakland, Califórnia, em 1922. Em 1996, abriu um segundo campus em São Francisco; em 2022, o campus de Oakland foi fechado e incorporado ao campus de São Francisco.